# Tony Abbott
Tony Abbott, właśc. Anthony John Abbott (ur. 4 listopada 1957 w Londynie) – australijski polityk, członek Liberalnej Partii Australii (LPA), w latach 2009–2015 lider tej partii. Od 18 września 2013 do 15 września 2015 premier Australii, wcześniej w latach 2003–2007 minister zdrowia i osób starszych w gabinecie Johna Howarda, zaś w latach 2009–2013 federalny lider opozycji.

## Życiorys

### Młodość
Urodził się w Wielkiej Brytanii, choć oboje jego rodzice byli rodowitymi Australijczykami. Rodzina powróciła na Antypody, gdy był kilkuletnim dzieckiem. Uzyskał podwójny licencjat z prawa i ekonomii na Uniwersytecie w Sydney. W czasie studiów odnosił sukcesy w zawodach bokserskich, był też jednym z przywódców prawicowych środowisk studenckich. Studia magisterskie odbył na University of Oxford, po czym powrócił do Australii i wstąpił do katolickiego seminarium duchownego. Ostatecznie nie zdecydował się jednak na życie duchownego. Zamiast tego został dziennikarzem i komentatorem prasowym, znanym ze swych antylewicowych poglądów, w szczególności niechęci do tradycyjnie silnych w Australii związków zawodowych. Po krótkim epizodzie pracy w biznesie, w 1990 został rzecznikiem prasowym ówczesnego lidera liberałów Johna Hewsona. Następnie, w latach 1993–1994, był dyrektorem wykonawczym Australians for Constitutional Monarchy, organizacji pozarządowej lobbującej na rzecz utrzymania unii personalnej między Australią i Wielką Brytanią.

### Kariera polityczna
W 1994, w czasie wyborów uzupełniających w okręgu wyborczym Warringah, został wybrany do Izby Reprezentantów. W 1998 trafił do rządu, gdzie w randze ministra nie zasiadającego w gabinecie (co można porównać z polskim sekretarzem stanu) odpowiadał głównie za kwestie zatrudnienia. W 2003 został awansowany na członka gabinetu i stanął na czele resortu zdrowia i osób starszych, którym kierował aż do czasu wyborczej klęski LPA, jesienią 2007 roku. Po rezygnacji Johna Howarda był wymieniany w gronie jego potencjalnych następców jako lider LPA, lecz ostatecznie wycofał swoją kandydaturę.
Nowy przywódca partii Brendan Nelson powołał go w skład swojego gabinetu cieni, gdzie zajmował się sprawami rodzin, służb socjalnych i ludności rdzennej. Pozostał na tym stanowisku również po przejęciu władzy w partii przez Malcolma Turnbulla. W listopadzie 2009, podobnie jak kilku innych członków gabinetu cieni, zrezygnował ze współpracy z Turnbullem. Powodem buntu była sprawa ustawy, w wyniku której australijski przemysł musiałby w ciągu najbliższych lat ograniczyć emisję trujących gazów o 25%. Turnbull zgodził się poprzeć to forsowane przez gabinet Rudda rozwiązanie, co wywołało rozłam w partii. Doprowadził on do wyborów nowego lidera, w których Abbott jednym głosem pokonał dotychczasowego przywódcę. Dzień później Senat głosami LPA zablokował wejście w życie kontrowersyjnej ustawy. W 2010 roku za wypowiedzi o treści mizoginicznej otrzymał Nagrodę Erniego, czyli australijską antynagrodę, przyznawaną ludziom głoszącym treści wrogie wobec kobiet.

### Lider opozycji i premier
W sierpniu 2010 Abbott po raz pierwszy przewodził blokowi politycznemu określanemu jako Koalicja, którego LPA jest wiodącym członkiem, w wyborach. Zakończyły się one remisem, bowiem zarówno rządząca Australijska Partia Pracy (ALP), jak i Koalicja, uzyskały po 72 mandaty w liczącej 150 miejsc Izbie Reprezentantów. ALP pozostała u władzy za sprawą poparcia posłów niezależnych i należących do mniejszych partii. Wynik osiągnięty przez Koalicję był jednak na tyle dobry, iż choć Abbott nie zdołał przejąć władzy, pozostał na stanowisku lidera swojej partii i zarazem całej opozycji.
Po upływie kolejnej trzyletniej kadencji parlamentarnej powtórnie był kandydatem na premiera w kampanii wyborczej w 2013 roku. Koalicja odniosła pod jego wodzą zdecydowane zwycięstwo w przeprowadzonych 7 września 2013 wyborach, zaś Abbott jako nowy lider większości w Izbie automatycznie otrzymał misję tworzenia rządu. Jego gabinet został oficjalnie zaprzysiężony w dniu 18 września 2013.
We wrześniu 2015 w szeregach LPA doszło do buntu przeciwko premierowi, mającego związek ze spadkiem jego popularności jako premiera, budzącym kontrowersje stylem przywództwa, a także pogarszającymi się notowaniami sondażowymi całej partii. 14 września 2015 Abbott został zmuszony do rozpisania nadzwyczajnych wyborów federalnego lidera LPA (o obsadzie tego stanowiska decydują członkowie klubu tej partii w Parlamencie Australii), w których uległ swemu poprzednikowi na stanowisku lidera, Malcolmowi Turnbullowi. Oznaczało to automatyczne powołanie Turnbulla również na urząd premiera, który objął formalnie następnego dnia.